# Mar Pujol
Mar Pujol (Prats de Lluçanès, 1999) és una compositora, guitarrista i cantant catalana.

## Biografia
Formada musicalment a l’Escola de Música i Arts del Lluçanès (EMAL) va estudiar Educació Infantil i Primària en l'especialitat de música a la Universitat de Lleida, on va desenvolupar-se com a cantautora de forma autodidacta.
Amb vint-i-dos anys va iniciar la seva carrera com a cantautora, tot i que anteriorment ja havia trepitjat algun escenari dins del cicle Rodautors. Ha publicat dos treball discogràfics: Trepa (autoeditat, 2022) i Cançons de rebost (Hidden Track Records, 2024), el seu primer llarga durada, amb el qual va obtenir el Premi Enderrock 2025 de la crítica al millor disc de cançó d'autor. Ha actuat en diverses sales com la Jazz Cava de Vic, l’Heliogàbal i l'Apolo de Barcelona, la Clap de Mataró o l'Stroika de Manresa, així com en festivals com el Cantilafont, l’Aphònica, el Vida Festival, la Fira Mediterrània, el Primavera Pro o el Festival Altaveu.
Amb la veu i la guitarra com a instruments essencials, lletres intimistes farcides de figures literàries i referències a la natura i a les pròpies arrels, descriu la seva música com a folk-pop mediterrani i reconeix influències de Maria del Mar Bonet, Sílvia Pérez Cruz, Marala, Faneka, Maria Arnal, Ernest Crusats, Xarim Aresté i Anna Andreu, amb la qual va col·laborar en la cançó "Turons".

## Discografia
- "Caverna" dins l'àlbum col·lectiu 085XX (El Refugi, 2022)[8]
- Trepa (autoeditat, 2022)[4]
- Cançons de rebost (Hidden Track Records, 2024). Premi Enderrock 2025 de la crítica al millor disc de cançó d'autor.[4][2]